# Elephas maximus indicus
Elephas maximus indicus (Індійський слон) — один з трьох загально визнаних підвидів азійського слона, ендемік материкової Азії. З 1986 року E.m.i. було занесено до Червоної книги МСОП через те що популяція скоротилася як мінімум на 50% за останні 60 до 75 років або три покоління. Азійські слони перебувають під загрозою втрати місць проживання, деградації та фрагментації.

## Характеристика
Загалом, азійські слони менше африканських слонів, E.m.i. досягають висоти в холці від 2 до 3,5 м, важать від 2000 до 5000 кг, і мають 19 пар ребер. Їх колір шкіри світліше, за maximus з меншими ділянками депігментації, але темніше, за sumatranus. Самиці, як правило, менше за самців, і мають короткі або взагалі не мають бивні. 
Найбільший E.m.i. мав 3,43 м заввишки в холці.

## Ареал
E.m.i. є ендеміком материкової Азії: Індії, Непалу, Бангладеш, Бутану, М'янми, Таїланду, Малайського півострова, Лаосу, Китаю, Камбоджі та В'єтнаму. Вони населяють луки, сухі листяні ліси, вологі листяні ліси, вічнозелені та напіввічнозелені ліси. На початку 1990-х, їх орієнтовна кількість була:
- 26,390-30,770 в Індії, де популяція обмежена чотирма областями:
  - Північний Захід — біля підніжжя Гімалаїв в Уттаракханд і Уттар-Прадеш, починаючи від заповідника Katarniaghat на березі річки Ямуна;
  - Північний схід — від східного кордону Непалу по півночі Західної Бенгалії по Західній Ассам уздовж передгір'їв Гімалаїв, до пагорбів Мішмі
  - Центр Індостану — в Оріссі, Джаркханд, на півдні Західної Бенгалії та Чхаттісгарх;
  - Південь — вісім популяції фрагментованих один від одного в північній Карнатака, Західні Гати, в Bhadra–Malnad, в Brahmagiri — Nilgiris -Східні Гати, в Nilambur–Silent Valley–Coimbatore, в Anamalai — Parambikulam, в Anamalai–Parambikulam, Periyar–Srivilliputhur, і один в Agasthyamalai;
- 100-125 в Непалі, де їх реала обмежено до кількох охоронюваних територій в Тераї вздовж кордону з Індією. У 2002 році показники варіювалися від 106 до 172 слонів, з більшістю з них в Національному парку Бардія;
- 150-250 в Бангладеш, де є ізольовані популяції на пагорбах Читтагонг;
- 250-500 в Бутані, де їх ареал обмежено кількома охоронюваними територіями на півдні уздовж кордону з Індією ;
- 4000-5000 в М'янмі, де їх популяція сильно фрагментована, невеликі групи є в північних і західних гірських хребтах, в Пегу Йома центральної М'янми, Танінтайї і Шан;
- 2,500-3,200 в Таїланді, в основному в горах уздовж кордону з М'янмою, малі фрагментовані популяції на півдні ;
- 2,100-3,100 в Малайзії ;
- 500-1000 в Лаосі, де вони широко розповсюдженні, але нерівномірно розподілені в лісових районах, у гірській місцевості і низовинах;
- 200-250 в Китаї, де вони лишилися тільки в префектурах Сишуанбаньна, Сімао і Лінканг на півдні провінції Юньнань;
- 250-600 в Камбоджі, де вони в основному населяють гори на південному заході та провінції Мондалкірі і Ратанакірі;
- 70-150 в південних районах В'єтнаму.

## Ресурси Інтернету
- WWF: Indian elephant[недоступне посилання з лютого 2019]
- Animal Diversity Web: Elephas maximus Asiatic elephant [Архівовано 17 травня 2011 у Wayback Machine.]
- Honolulu Zoo: Indian Elephant
- Paintings of Indian Elephants

| Панда | Це незавершена стаття з теріології. Ви можете допомогти проєкту, виправивши або дописавши її. |